# Stagonospora caricis
Stagonospora caricis är en svampart som först beskrevs av Cornelius Anton Jan Abraham Oudemans, och fick sitt nu gällande namn av Pier Andrea Saccardo 1884. Stagonospora caricis ingår i släktet Stagonospora och familjen Phaeosphaeriaceae.   Inga underarter finns listade i Catalogue of Life.